# Мартини, Олаус
Олаус Мартини (Олоф Мортенссон; 1557, Упсала — 17 марта 1609, там же) — шведский религиозный деятель, архиепископ Упсалы с 8 июля 1600 года.
Богословское образование получал сначала в университете родного города, но после его закрытия в 1578 году был вынужден продолжить учёбу в Ростоке, где и получил степень в области богословия в 1583 году, после чего вернулся в 1584 году в родной город. Был последователем рамизма, сторонником гуманистических преобразований и распространения народного образования. В 1587 году написал на латыни сочинение Confessio Strengnesis, в котором подверг критике литургию короля Юхана III, продолжавшего придерживаться католицизма. Проявил себя на встрече шведских религиозных деятелей в Упсале, провозгласившей лютеранство единственной разрешённой религией, но в 1593 году отклонил предложение стать епископом Вексьё, предпочтя вместо этого возглавить ассамблею Нюкёпинга.
8 июля 1600 года Мартини был избран архиепископом Упсалы, а 16 августа 1601 года был официально рукоположён в этот сан — не в последнюю очередь благодаря поддержке будущего короля Карла IX. Однако впоследствии между ним и королём возник серьёзный конфликт, поскольку Мартини был «ортодоксальным» лютеранином, а монарха обвинял в тайных симпатиях к кальвинизму. В 1606 году Мартини издал полемическое сочинение, направленное против католицизма и кальвинизма. За время его архиепископства было предпринято множество репрессий против католических священников, в том числе высылка в 1602 года приближённого к королю немецкого священника Теодора Микрониуса.